# 爱诺·库西宁
爱诺·玛利亚·库西宁（芬蘭語：Aino Maria Kuusinen，1886年3月5日—1970年9月1日），芬兰共产主义者，1930年代在世界各地为共产国际工作，后被关入古拉格。共产国际领导人奥托·库西宁的第二任妻子。1955年获得释放，1965年前往芬兰，后移居意大利，写有回忆录。